# 大石岳志
大石 岳志（おおいし たけし、1960年1月5日（65歳） - ）は、元静岡放送 (SBS) アナウンサー。

## 来歴・人物
東京都世田谷区出身。学生時代はサッカー部、テニス部に所属。國學院大學卒業後、1984年4月に入社。大学生時代にある東京のキー局のアナウンサー講座に出席したことが直接の志望動機になったという。2012年8月よりアナウンス部長。2025年1月を持って退職。

## 過去の担当番組

### ラジオ
- レジャーガイド[1]
- フリーステーション1.2.0
- おはようワイド→とれたてラジオ One to One
- 極太ラジオ いきYoh!Yoh!
- 夕焼けワイド
- SBS EVENING WAVE
- 朝だす!（月 - 水曜）
- 朝番長（木・金曜）
- スポーツ中継
- 静岡新聞ニュース

### テレビ
- SBS熱風スタジアム
- とく報!4時ら（中継）
- 静岡発そこ知り（ナレーション、DJタケ名義の時あり）
- スポーツ中継
- 静岡新聞ニュース